# Zaladdzie (rejon dokszycki)
Zaladdzie (biał. Заляддзе; ros. Залядье, Zaladje) – wieś na Białorusi, w obwodzie witebskim, w rejonie dokszyckim, w sielsowiecie Biehomla. W 2009 roku liczyła 23 mieszkańców.